# Missour
Missour è una città del Marocco, nella provincia di Boulemane, nella regione di Fès-Meknès.
Diversamente dalle altre città che sorgono sulla catena dell'Atlante, la popolazione di Missour è prevalentemente di origine araba.